# Урнунгаль
Урнунгаль — правитель стародавнього шумерського міста Урук, правління якого припадало приблизно на кінець XXVII століття до н. е.